# Тункас (муниципалитет)
Тунка́с (исп. Tunkás) — муниципалитет в Мексике, штат Юкатан, с административным центром в одноимённом посёлке. Численность населения, по данным переписи 2010 года, составила 3464 человека.

## Общие сведения
Название Tunkás c майяйского языка можно перевести как: каменная ограда или дьявольский камень.
Площадь муниципалитета равна 413 км², что составляет 1,04 % от площади штата, а наивысшая точка — 40 метров над уровнем моря, расположена в поселении Канкабцонот.
Он граничит с другими муниципалитетами Юкатана: на севере с Текаль-де-Венегасом, на востоке с Сенотильо и Кинтана-Роо, на юге с Яшкабой, на западе с Суцалем и Исамалем.

## Учреждение и состав
Муниципалитет был образован в 1918 году, в его состав входит 16 населённых пунктов, самые крупные из которых:
| Код INEGI                  | Населённый пункт                                                              | Численность населения (2005 год) | Численность населения (2010 год) |
| -------------------------- | ----------------------------------------------------------------------------- | -------------------------------- | -------------------------------- |
| 097                        | Всего                                                                         | 3421                             | 3464                             |
| 0001                       | Тункас (исп. Tunkás) 20°54′09″ с. ш. 88°45′05″ з. д. (административный центр) | 2812                             | 2828                             |
| 0007                       | Сан-Антонио-Чук (исп. San Antonio Chuc) 20°48′47″ с. ш. 88°46′48″ з. д.       | 248                              | 289                              |
| 0005                       | Сан-Хосе-Пибтуч (исп. San José Pibtuch) 20°56′48″ с. ш. 88°40′29″ з. д.       | 188                              | 174                              |
| 0068                       | Оничен (исп. Onichén) 20°50′05″ с. ш. 88°50′25″ з. д.                         | 88                               | 93                               |
| —                          | Прочие                                                                        | 85                               | 80                               |
| Названия на карте Генштаба |                                                                               |                                  |                                  |

## Экономика
По статистическим данным 2000 года, работоспособное население занято по секторам экономики в следующих пропорциях:
- сельское хозяйство и скотоводство — 66,4 %;
- торговля, сферы услуг и туризма — 20,7 %;
- производство и строительство — 12,4 %;
- безработные — 0,5 %.

## Инфраструктура
По статистическим данным 2010 года, инфраструктура развита следующим образом:
- протяжённость дорог: 161,2 км;
- электрификация: 93,1 %;
- водоснабжение: 97,8 %;
- водоотведение: 51,3 %.

## Достопримечательности
В муниципалитете можно посетить городскую ратушу, а также археологические памятники культуры майя.

## Фотографии
- Ж/д станция Тункаса
- Строения в Тункасе
- Бывшая асьенда Канкабаль